# Palais (Vègre)
Der Palais ist ein Fluss in Frankreich, der in der Region Pays de la Loire verläuft. Er entspringt unter dem Namen Ruisseau de la Lande beim gleichnamigen Weiler La Lande im Gemeindegebiet von Torcé-Viviers-en-Charnie, entwässert in mehreren Schleifen generell Richtung Südsüdost und mündet nach insgesamt rund 25 Kilometern im Gemeindegebiet von Mareil-en-Champagne als rechter Nebenfluss in einen Seitenarm der Vègre. Auf seinem Weg berührt der Palais die Départements Mayenne und Sarthe. Im Unterlauf unterquert er auch die Autobahn A81.

## Orte am Fluss
(Reihenfolge in Fließrichtung)
- La Lande, Gemeinde Torcé-Viviers-en-Charnie
- La Mercerie, Gemeinde Neuvillette-en-Charnie
- Les Joisières, Gemeinde Saint-Symphorien
- Chemiré-en-Charnie
- Le Pâtis au Chat, Gemeinde Saint-Denis-d’Orques
- Joué-en-Charnie
- Les Palais, Gemeinde Joué-en-Charnie
- Mareil-en-Champagne